# 10707 Prunariu
10707 Prunariu eller 1981 UV23 är en asteroid i huvudbältet som upptäcktes den 24 oktober 1981 av den amerikanska astronomen Schelte J. Bus vid Palomarobservatoriet. Den är uppkallad efter den rumänske kosmonauten Dumitru Prunariu.
Asteroiden har en diameter på ungefär 6 kilometer.